# Bad Köstritz
Bad Köstritz (pronunciación en alemán: /baːt ˈkœstʁɪt͡s/ⓘ) es una ciudad situada en el distrito de Greiz, en el estado federado de Turingia (Alemania), a una altitud de 200 metros. Su población a finales de 2016 era de unos 3600 habitantes y su densidad poblacional, 210 hab/km².
Se encuentra ubicada a poca distancia al sur de la ciudad de Gera, y al norte de la frontera con el estado de Sajonia.
En esta ciudad nació en 1585 el músico Heinrich Schütz.